# Släckhärdning
Släckhärdning är en metod inom materialvetenskapen där ett arbetsstycke värms upp för att sedan gå igenom snabb avkylning för att uppnå önskade materialegenskaper. Den snabba avkylningen hindrar omvandlingsprocesser i materialet som sker vid långsam temperaturförändring. I sin ursprungliga form härdas metaller, i synnerhet järn och stål, genom att man värmer föremålet tills det blir rödglödgat och sedan snabbt kyler det genom att doppa det i saltvatten eller olja och i vissa fall luft. Vilket kylmedel som skall användas beror på vilka legeringsämnen som finns i stålet och i vilken mängd. Efter behandlingen är materialet mycket hårdare, men samtidigt också betydligt sprödare, varför det bör anlöpas. Om materialet inte anlöps kan det självspricka; sprickorna kallas härdsprickor.
Även glas kan härdas, härdat glas. Då värms glaset upp till över 600 °C och avkyls sedan relativt snabbt med hjälp av luftflöden. Värmehärdat glas kallas ibland tempererat glas.

## Släckhärdning
Släckhärdning är en mekanisk process där stål och gjutjärnslegeringar stärks och härdas. Dessa metaller består av järnhaltiga metaller och legeringar. Släckhärdning genomförs genom uppvärmning av materialet till en viss temperatur, vilken beror på materialet, och därefter sker en snabb kylning av materialet. Detta skapar ett hårdare material antingen genom endast ythärdning eller härdning av hela detaljen, beroende på hastigheten materialet kyls. Efter härdningsprocessen använder man sig ofta av anlöpning för att reducera sprödheten som kan öka i och med härdningsprocessen. Exempel på detaljer som kan släckhärdas är kugghjul och axlar.

### Process
Släckhärdning av metall är en del av en process där första steget är att mjuka upp metallen med hjälp av värme till en erforderlig temperatur. Detta kan göras med hjälp av värmestrålning via värmeugn eller bad i salt eller blybad. Tiden som metallen behöver värmas upp varierar beroende på detaljens tjocklek; en riktlinje är att metallstycket i värmeugn behöver ca en till två minuter för varje millimeter av dess tvärsnitt. För värmebad kan det krävas lite längre tid. Det är viktigt att uppvärmningen sker jämnt, och metallen får inte värmas upp till för hög temperatur. De flesta materialen värms upp till en temperatur mellan 815° och 900 °C.
När stycket värmts upp till önskad temperatur ska det kylas av. Det mest effektiva sättet för att uppnå maximal hårdhet på materialet är att släcka i vatten. Görs detta felaktigt finns det en chans för distorsion och sprickbildning. Vid tillfällen då hårdhet inte är högsta prioritet kan man använda sig av mineralolja. Nackdelen med mineralolja är att den kan komma att bilda en typ av slam som sänker kyleffektiviteten samt att kylhastigheten hos olja är mycket lägre än vatten.
För att minimera distortion släcks långa cylindriska metallstycken vertikalt, platta detaljer släcks från kanten.